# Guguste et Belzebuth
Pour plus de détails, voir Fiche technique et Distribution.
Guguste et Belzebuth est un court métrage français d'une longueur de 40 mètres réalisé par Georges Méliès, sorti en 1901, au début du cinéma muet.

## Synopsis
Le clown Guguste tente d'accrocher sa veste à une chaise qui disparait pour laisser la place à un seau d'eau. Guguste s'empare alors d'un balai qui plonge dans le seau pour nettoyer sa veste qui prend alors feu. Il s'assoit pour réfléchir mais sa chaise se transforme en lampe qui lui chauffe les fesses, c'est alors que Satan fait son entrée. Le clown essaye d’attraper le diable et finit par chuter la tête la première dans le seau d'eau.